# Agbogbloshie
Agbogbloshie – przedmieście Akry, w Ghanie. Miejsce jednego z największych w Ghanie składowiska płyt głównych, monitorów i dysków. Zaliczane do najbardziej zanieczyszczonych miejsc na świecie.
Wysypisko elektrośmieci jest skażone ołowiem, rtęcią, cyjanowodorem, talem i polichlorkiem winylu. Odpady stanowią zagrożenie dla zdrowia ludzi, zwłaszcza podczas palenia przewodów elektrycznych, co ułatwia dotarcie do znajdującej się w środku poszukiwanej miedzi.

## Galeria

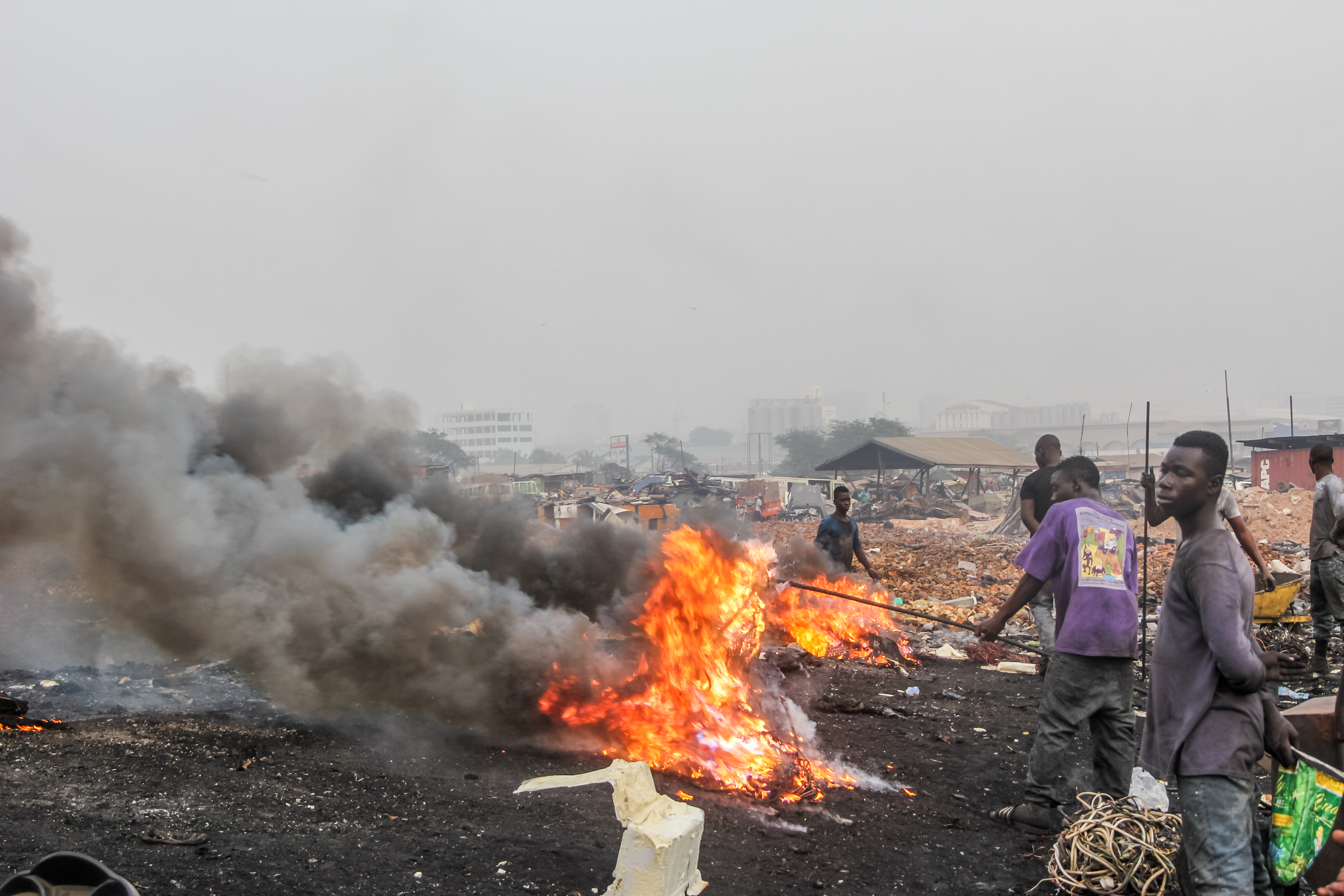
Odzysk miedzi
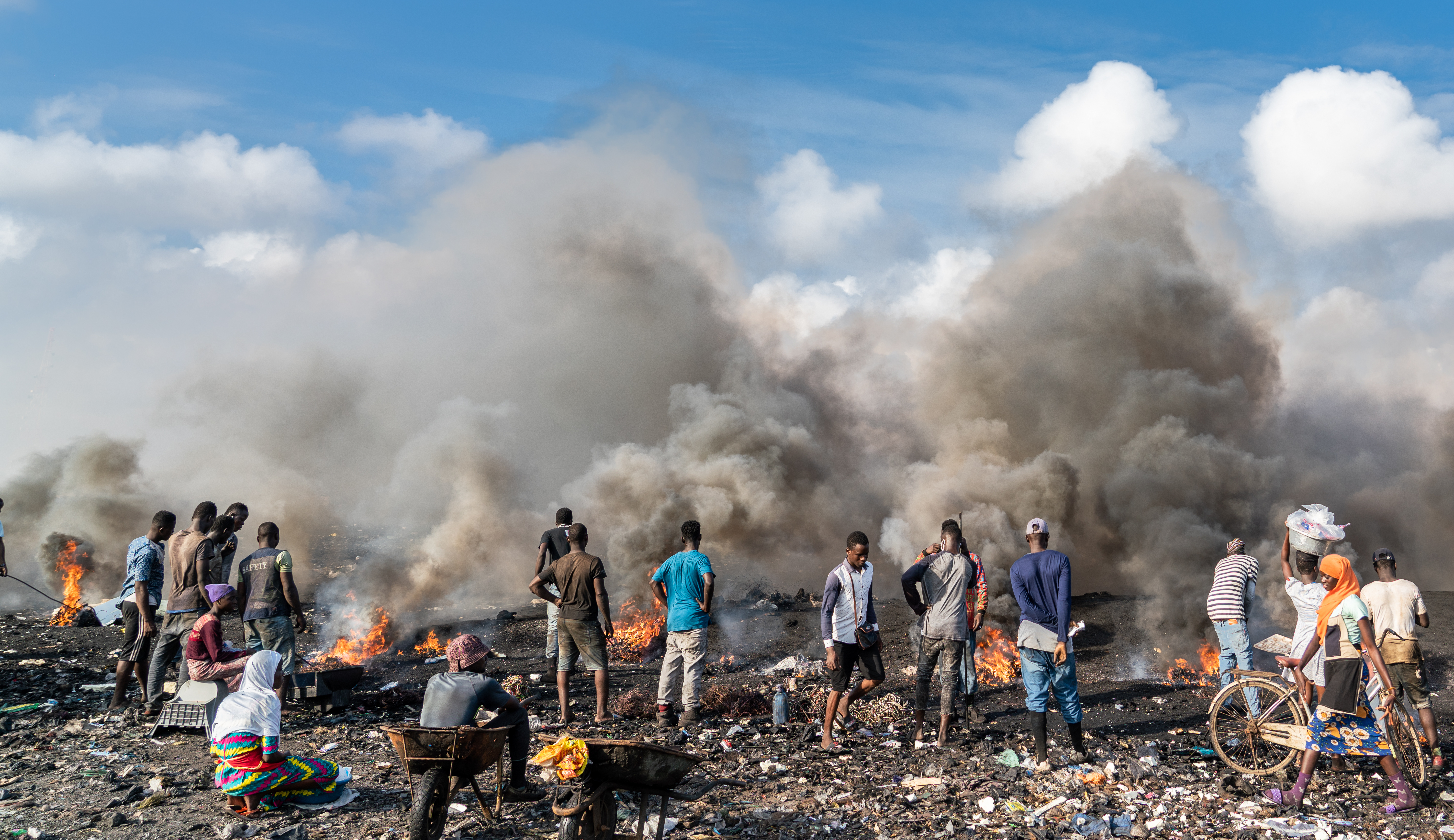
Młodzi mężczyźni palący przewody elektryczne
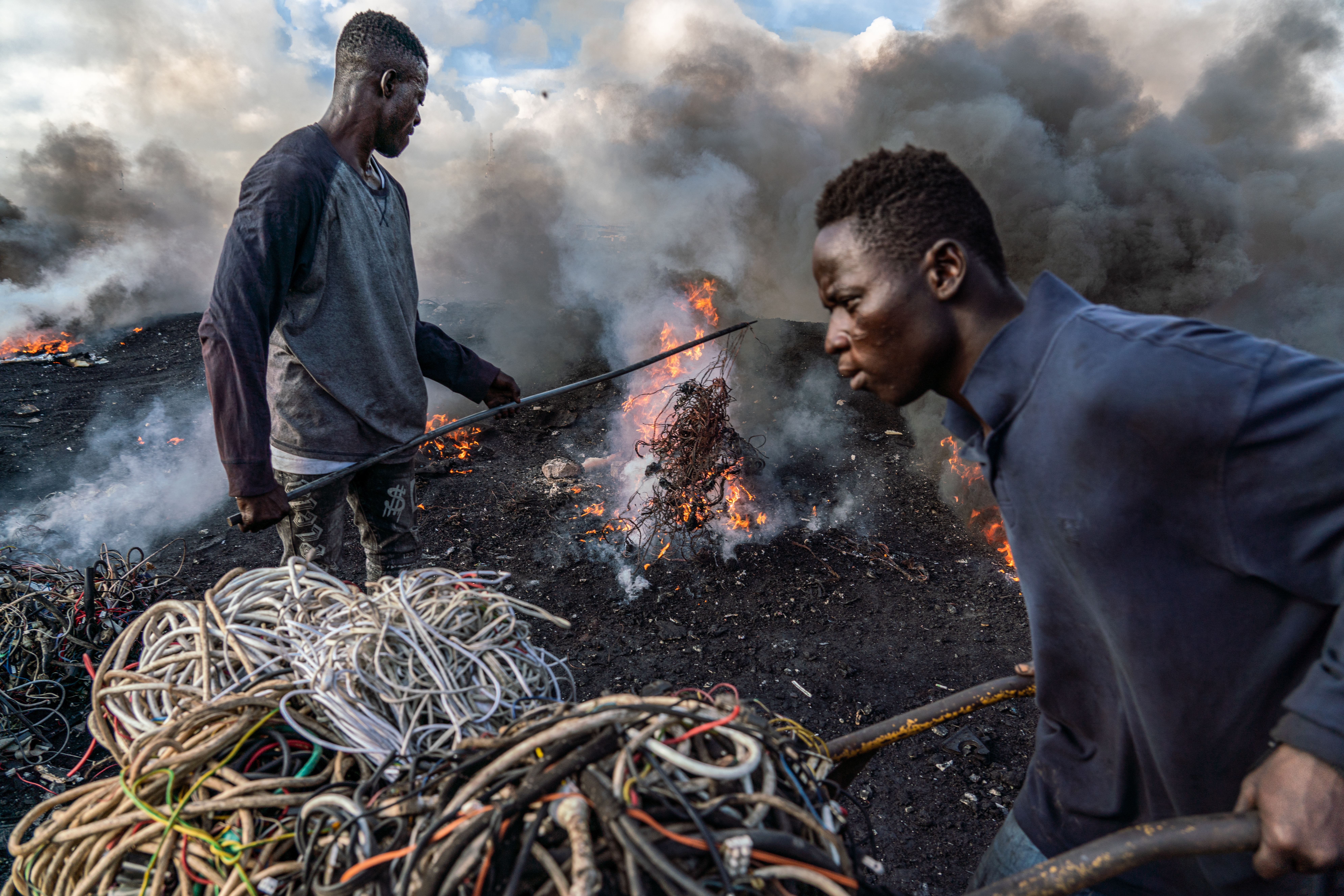
Zwożenie przewodów do spalenia
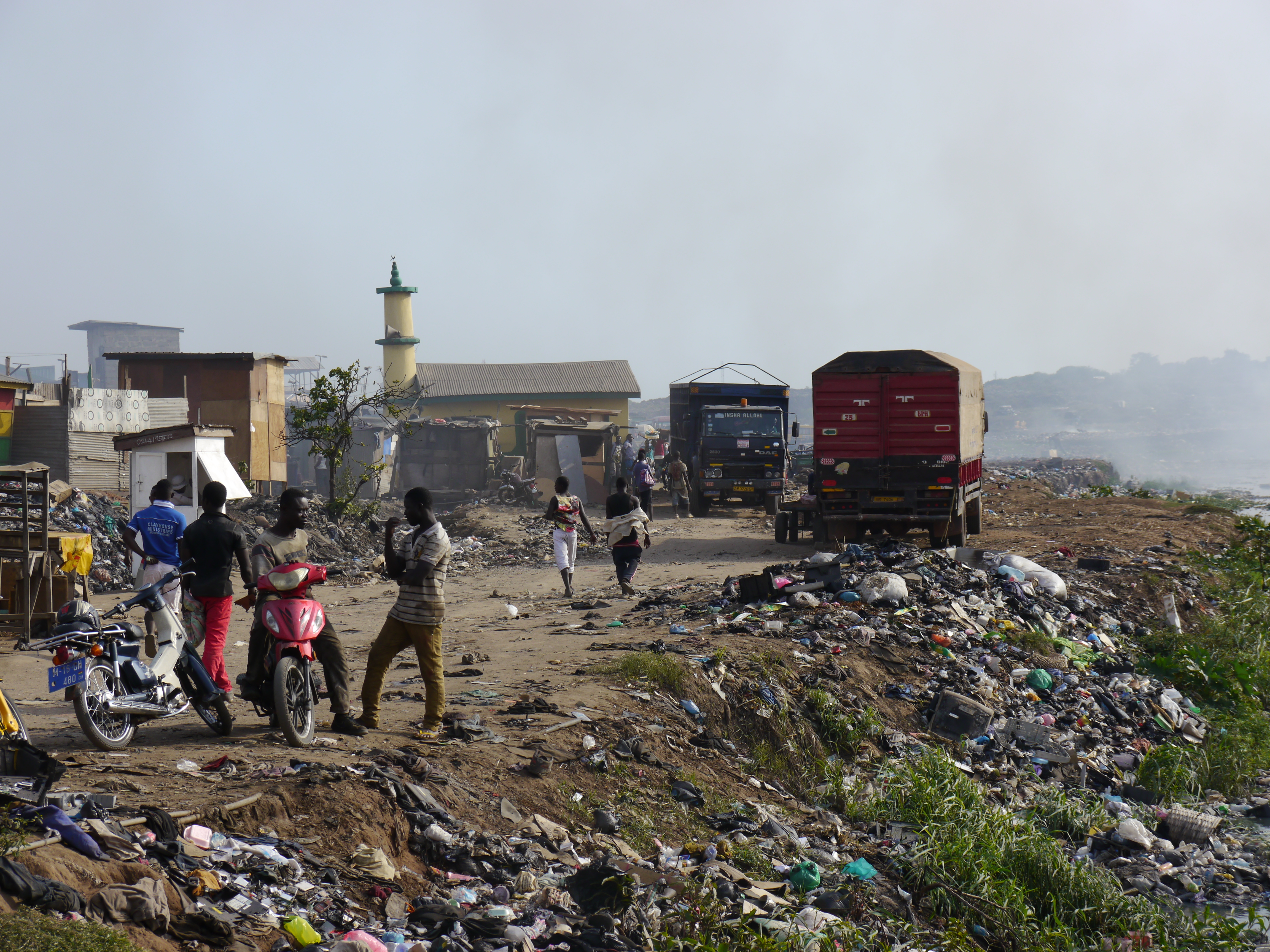
Widok na wysypisko elektrośmieci